# Żabi Dół (Krowiarki)
Żabi Dół – dolina rzeczna w południowo-zachodniej Polsce, w Sudetach Wschodnich, w Masywie Śnieżnika, w paśmie Krowiarek w woj. dolnośląskim.	

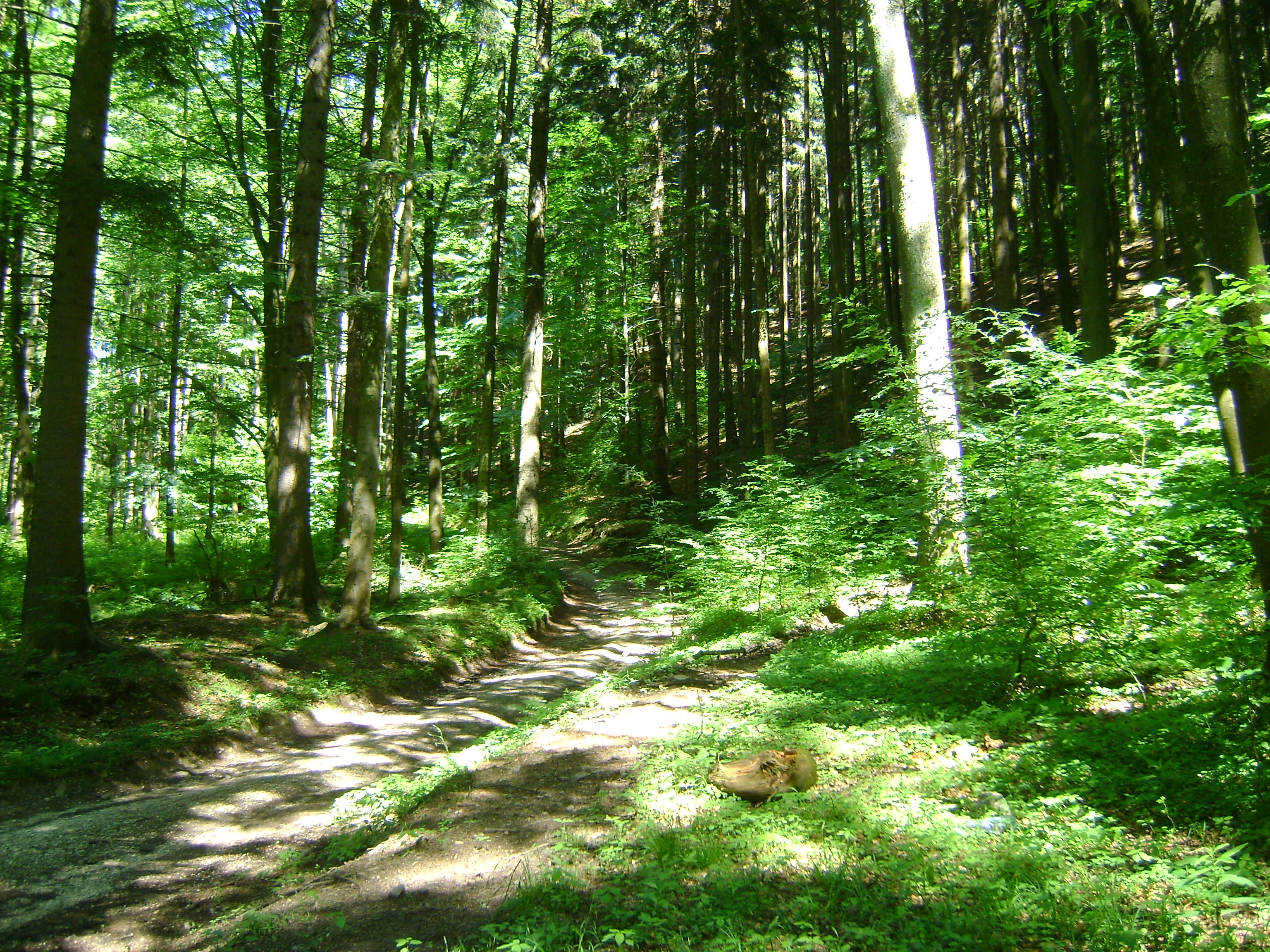
Widok na dolinę od strony zachodniej

Dolina położona w obszarze Śnieżnickiego Parku Krajobrazowego ok. 1,1 km na północ od centrum miejscowości Kamienna. 	
Dobrze wykształcona V-kształtna dolina, która odchodzi od głównego pasma Krowiarek na południowy zachód do doliny rzeki Waliszowska Woda. Dolina ciągnie się na długości ok. 1,7 km, między wzniesieniami Górzyca  po południowej stronie i wzniesieniem Modrzeńce po północnej stronie. Dolina wąska głęboko wcięta o stromych zboczach, wypreparowana w gnejsach i łupkach łyszczykowych serii strońskiej, należącej do metamorfiku Lądka i Śnieżnika. Otoczenie doliny porasta dolno reglowy monokulturowy las świerkowy, z domieszką drzew liściastych. Doliną płynie potok z Marcinkowa dopływ Waliszowskiej Wody.

## Inne
- Doliną wzdłuż potoku prowadzi utwardzona droga.
- Nazwa doliny pochodzi od wzniesienia Żabnica od którego dolina bierze swój początek.